# Nederleest
Nederleest, Neder Leest ou Neerleest est un ancien hameau à la frontière de Laeken et Neder-Over-Heembeek. Ce hameau formait avec Hoogleest, aussi appelé Hoogeleest, l'entité de Leest.
Dès 1346, les habitants de Leest jouissaient d'un Driessch, un terrain, pour lequel ils payaient un cens au duc de Brabant. Les familles de Koekelberg et Cattenbroek furent de grands propriétaires de biens dans ce hameau.
Au XIXe siècle, une grande partie du hameau fut exproprié et détruit pour permettre à Léopold II :
- d'accroitre son domaine;
- de déplacer l'avenue Van praet[4];
- de construire son tour du monde :  tour japonaise, pavillon chinois.

On trouvait à Nederleest le Hof de Nederleest ou Villa La Coste. Elle existait depuis le XVIe siècle. Au début du XIXe siècle, celle-ci comportait un jardin à la française. À la fin de ce siècle, elle appartenait à la famille La Coste. En 1894, Léopold II la racheta. La demeure est aujourd'hui démolie comme le hameau de Nederleest. Il n'en reste  que la vaste pièce d'eau.
Actuellement, pour empêcher que le nom disparaisse, une rue de Laeken dans le quartier du Mutsaard porte le nom de Neerleest.